# Le Bar-sur-Loup
Le Bar-sur-Loup település Franciaországban, Alpes-Maritimes megyében. Lakosainak száma 2960 fő (2022. január 1.). Le Bar-sur-Loup Caussols, Châteauneuf-Grasse, Gourdon, Grasse, Roquefort-les-Pins, Le Rouret, Saint-Vallier-de-Thiey és Tourrettes-sur-Loup községekkel határos.

## Népesség
A település népességének változása:
| Lakosok száma | 1647 | 2043 | 2543 | 2860 | 2991 | 3041 | 2936 | 2921 | 2927 | 2960 |
|               | 1968 | 1982 | 1999 | 2011 | 2013 | 2016 | 2017 | 2019 | 2020 | 2022 |